# 内海孝
内海 孝（うつみ たかし、1949年〈昭和24年〉1月- ）は、日本の歴史学者。専門は日本近代史。
東京外国語大学名誉教授。神奈川大学国際日本学部非常勤講師(-2021年)。

## 略歴
1978年、早稲田大学大学院文学研究科修士課程修了。
1986年12月、東京外国語大学留学生教材開発センター助教授、1992年4月、留学生日本語教育センター助教授（組織改変に伴う所属変更）を経て、1993年4月より同教授。2013年、東京外国語大学を定年退職、名誉教授。

## 著書・論文
- 「堤康次郎の青年期と転機の回路（上）」（『東京外国語大学論集』第71号，2005年12月）
- 「康次郎と早稲田」（大西健夫他編『堤康次郎と西武グループ』和泉書館，2006年3月）
- 『横浜開港と境域文化 (神奈川大学評論ブックレット)』（御茶の水書房，2007年3月）
- 『感染症の近代史 (日本史リブレット)』（山川出版社，2016年10月）